# Барани (Олецький повіт)
Барани (пол. Barany) — село в Польщі, у гміні Свентайно Олецького повіту Вармінсько-Мазурського воєводства.